# Vlag van Manage
De vlag van Manage is op onbekende datum bij raadsbesluit vastgesteld als de vlag van de Henegouwse gemeente Manage. De vlag kan als volgt worden beschreven:
Gevierendeeld van geel, van blauw, van rood en van wit.
De vlag komt overeen met het vlagontwerp van de Raad van Heraldiek en Vexillologie (Frans: Conseil d’héraldique et de vexillologie). De vlag is gebaseerd op het gemeentewapen.